# 因姜揚
因姜扬，另译英江扬，缅甸克钦邦因姜揚鎮區下辖的一个城镇。
自2011年克钦独立军与缅甸政府军在该地区交火后，克钦独立军经常与缅甸军方进行低强度的游击战。2023年10月，三兄弟联盟在掸邦北部发起1027行动，缅甸政府军撤退后，克钦独立军未经任何战斗就占领了因姜扬镇区。